# Rapport sur le développement humain

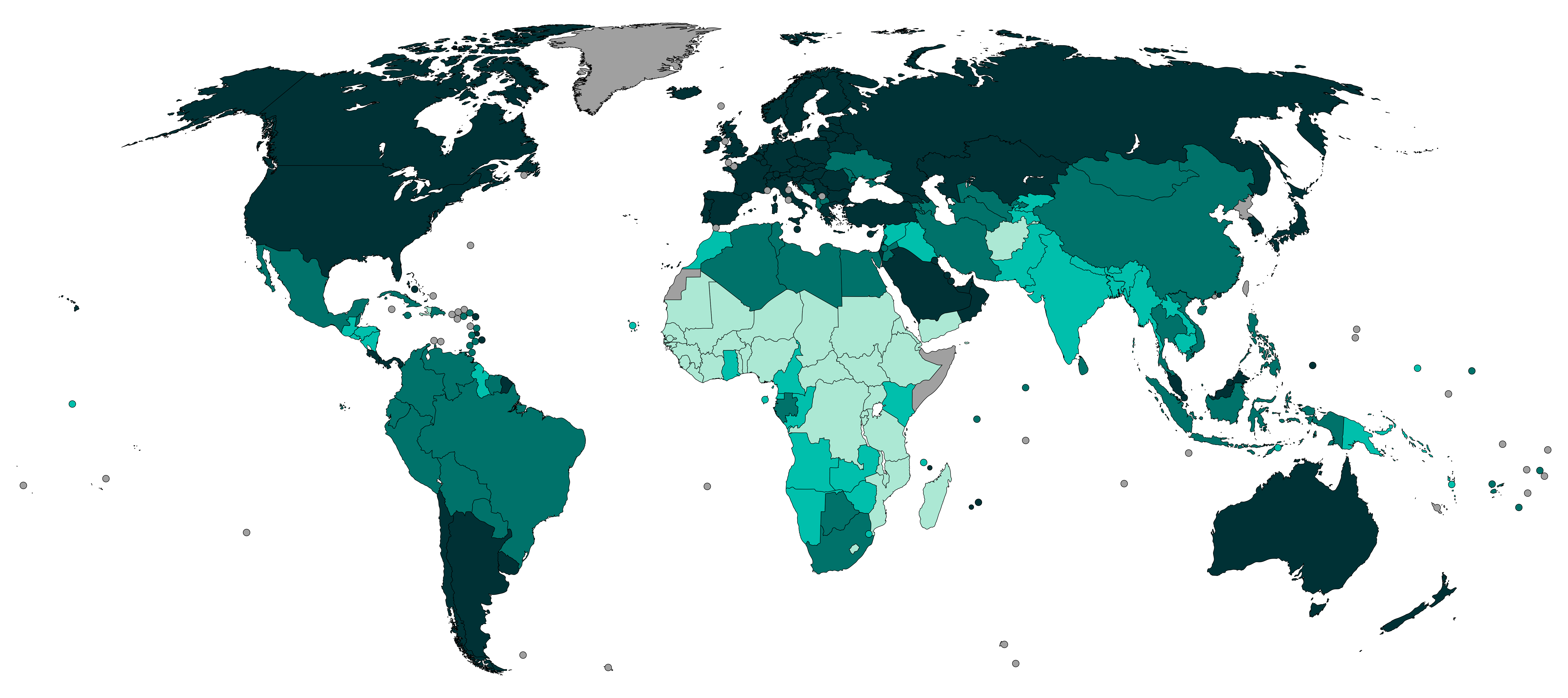
Pays par catégorie d’indice de développement humain, sur la base des données 2019 du Rapport sur le développement humain 2020.

Le Rapport sur le développement humain (RDH) est une publication annuelle du Bureau du rapport sur le développement humain du Programme des Nations unies pour le développement (PNUD).

## Histoire
Le rapport a été publié pour la première fois en 1990 par l’économiste pakistanais Mahbub ul Haq, de renommée mondiale et le futur lauréat Nobel indien Amartya Sen. Son but était de placer les individus au centre du processus de développement en termes de débat, de politique et de plaidoyer économiques. Le développement était caractérisé par un ensemble de choix et de libertés.
« Les individus sont la véritable richesse d’une nation » écrivait Haq en introduction du premier rapport en 1990. « L’objectif fondamental du développement est de créer un environnement permettant aux individus de bénéficier d’une vie longue, en bonne santé et créative. Ceci pourrait apparaître comme une vérité fondamentale. Mais on l’oublie trop souvent pour ne s’occuper, dans l’immédiat, que d’accumuler les biens et la richesse financière. »
L'assemblée générale des Nations unies a formellement reconnu le rapport comme « un exercice intellectuel indépendant » et « un outil important pour faire progresser la connaissance du développement humain à travers le monde ». 
Le Rapport sur le développement humain est un rapport indépendant, commandité par le Programme des Nations unies pour le développement (PNUD), et il est le fruit du travail d’une équipe soigneusement choisie de savants reconnus, de praticiens du développement et de membres du Bureau du rapport sur le développement humain du PNUD. Il est rédigé en toute indépendance de l’Administrateur du PNUD, comme suggéré par Ul Haq. Il est traduit dans 10 langues et publié dans plus de 100 pays chaque année.
Depuis 1990, plus de 140 pays ont publié quelque 600 Rapports sur le développement humain nationaux, avec le soutien du PNUD. Le PNUD a également soutenu de nombreux rapports régionaux, comme le Rapport sur le développement humain arabe en 10 volumes, qui a apporté des contributions internationalement reconnues au dialogue mondial sur la démocratie, les droits des femmes, les inégalités, l’éradication de la pauvreté et d’autres questions importantes,.
L’étude des tendances de développement humain du rapport 2010 montre que la plupart des pays en développement ont fait des progrès énormes bien que souvent sous-estimés dans les domaines de la santé, de l’instruction et de niveau de vie depuis 1970, beaucoup des pays les plus pauvres ayant réalisé les plus grands progrès.
Le Rapport 2010 indique que le Sultanat d'Oman est, parmi les 135 pays évalués, le pays qui a fait les plus grands progrès durant les 40 dernières années (ce rapport s’attachant à étudier les progrès sur la période 1970–2010). Les pas de géant d’Oman dans l’instruction, la responsabilisation des femmes et la santé sous le patronage de l’actuel Sultan d'Oman l’ont ainsi amené à occuper la première place.
Plusieurs nouveaux indices ont été progressivement introduits dans les rapports successifs, en particulier l’Indice de développement humain, l’Indice de développement de genre, l'Indice de participation des femmes à la vie économique et politique, l’Indice de pauvreté humaine, dont trois ont été retirés en 2010 au profit de nouveaux indices (indice de développement humain ajusté selon les inégalités, l’indice d'inégalité de genre et l’indice de la pauvreté multidimensionnelle). Chaque rapport se focalise sur un sujet particulier du débat contemporain.
Le Rapport sur le développement humain 2009, Barrières surmontées, a été axé sur les migrations – à la fois à l’intérieur des frontières et entre pays. Cette question a été choisie parce qu’elle est saillante dans les débats nationaux et internationaux. Le rapport part du constat que la répartition mondiale des aptitudes est extraordinairement inégale, et que ceci est une cause majeure de déplacement de populations.

## Rapport sur le développement humain 2010
Le Rapport sur le développement humain 2010 — La véritable richesse des nations : Chemins vers le développement humain — a montré, grâce à une nouvelle analyse détaillée des tendances à long terme d’évolution de l’indice de développement humain (IDH) que la plupart des pays en développement ont fait des progrès énormes – bien que souvent sous-estimés – dans la santé, l’instruction et le niveau de vie, beaucoup des pays les plus pauvres ayant réalisé les plus grandes avancées.
Cependant, le rapport 2010 a également montré que ces progrès ont été extrêmement variables d’un pays à l’autre, certains ayant même reculé depuis 1970. En introduisant trois nouveaux indices, la 20e édition du rapport s’est fait l’écho de grandes disparités au sein de et entre les pays, ainsi que de grandes disparités entre hommes et femmes pour des  indicateurs de développement nombreux et variés, et la prévalence d’une extrême pauvreté multidimensionnelle en Asie du Sud et en Afrique subsaharienne. Ce rapport comporte également un changement de méthodologie pour le calcul des indices, par l’usage de meilleures méthodes statistiques et de nouveaux paramètres d’évaluation de la croissance et du développement.
Dès le premier Rapport sur le développement humain a été introduit cet indicateur novateur qu’est l’IDH. En analysant l’évolution d’indicateurs de développement sur plusieurs des décennies précédentes, il concluait déjà que « il n’existe aucun lien automatique entre croissance économique et progrès humain ». 
L’étude rigoureuse des tendances à plus long terme faite par le rapport 2010 — revenant sur l’évolution des indicateurs de type IDH pour la plupart des pays depuis 1970 — montre qu’il n’existe aucune corrélation cohérente entre performance économique nationale et résultats dans les domaines de la santé et de l’instruction, que l’IDH met en avant.
Globalement, comme le montre l’analyse du rapport sur tous les pays pour lesquels des données de développement humain complètes sont disponibles sur les 40 dernières années, l’espérance de vie a augmenté de 59 ans en 1970 à 70 ans en 2010 ; l’inscription à l’école est passé d’à peine 55 % à 70 % pour les enfants en âge d’aller à l’école primaire ou secondaire ; et le PNB par habitant a doublé pour dépasser 10 000 dollarsUS. Des individus de tous les continents ont, à des degrés divers, profité de ces progrès. Par exemple, l’espérance de vie a augmenté de 18 ans dans les États arabes entre 1970 et 2010, et de 8 ans en Afrique subsaharienne. Les 135 pays étudiés couvrent 92 % de la population mondiale.
Par son classification intitulé « Top 10 Movers », dix pays ont été particulièrement mis en avant dans le rapport 2010, listant ceux des 135 pays qui avaient vu leur IDH progresser le plus fortement durant ces 40 dernières années. Le premier d’entre eux était Oman, qui a investi dans l’instruction et la santé publique les gains qu’il avait accumulés durant plusieurs décennies grâce à son secteur énergétique.
Les neuf autres pays du classement Top 10 Movers sont la Chine, le Népal, l’Indonésie, l’Arabie saoudite, le Laos, la Tunisie, la Corée du sud, l’Algérie et le Maroc. De manière assez remarquable, la Chine a été le seul pays à ne rejoindre cette liste que du fait de sa performance en matière de revenus, les principaux critères en matière de réussite de développement humain étant la santé et l’instruction. Parmi les 10 pays suivants dans le classement (classés 11e à 20e), on trouve plusieurs pays à faible revenus mais fort progrès de développement humain, que, note le rapport, « on ne décrit pas habituellement comme des pays ayant réussi », comme l’Éthiopie (11e), le Cambodge (15e) ou le Bénin (18e) — tous ayant fait d’énormes progrès en matière d’instruction et de santé publique.
Le Rapport sur le développement humain 2010 a entretenu la tradition des indicateurs novateurs entamée avec l’IDH, en introduisant de nouveaux indices mettant en évidence des facteurs cruciaux de développement que l’IDH ne mettait pas directement en valeur :
- L’indice de développement humain ajusté selon les inégalités (IDHI) : le rapport 2010 a étudié les données de développement humain à travers l’angle des inégalités, ajustant la valeur de l’indice de développement humain en fonction des disparités de revenus, de santé et d’instruction.
- L’indice d’inégalité selon le genre (IIG) : le rapport 2010 a introduit un nouvel indicateur des inégalités entre hommes et femmes, prenant en compte les taux de mortalité des femmes en couches et la représentation féminine dans les parlements. L’IIG révèle la perte de développement humain du fait des inégalités entre hommes et femmes, allant des Pays-Bas (pays le plus égalitaire en termes d’IIG) au Yémen (pays le plus inégalitaire).
- L’indice de la pauvreté multidimensionnelle (IMP) : le rapport 2010 a mis en place un nouvel indicateur multidimensionnel de la pauvreté qui vient en complément des différentes évaluations de la pauvreté reposant sur le niveau de revenus. Cet indicateur prend en compte de multiples facteurs au niveau des foyers, comme le niveau de vie, l’accès à l’école, à l’eau potable et aux soins médicaux. Le rapport estime qu’environ 1,7 milliard de personnes — un bon tiers de la population des 104 pays pour lesquels l’IMP a été calculé — vivent en situation de pauvreté multidimensionnelle, soit plus que les 1,3 milliard de personnes estimées vivant avec moins de 1,25 dollar par jour.

## Liste des rapports
Les rapports annuels mondiaux sont :
- Rapport mondial sur le développement humain 1990 : Définir et mesurer le développement humain, New York, Programme des Nations unies pour le développement, janvier 1990, 203 p. (ISBN 978-2-7178-1900-7, lire en ligne).
- Rapport mondial sur le développement humain 1991 : Le financement du développement humain, New York, Programme des Nations unies pour le développement, janvier 1991, 128 p. (ISBN 978-2-7178-2097-3, lire en ligne).
- Rapport mondial sur le développement humain 1992 : Pour une vision nouvelle du développement humain au niveau mondial, New York, Programme des Nations unies pour le développement, janvier 1992, 229 p. (ISBN 978-2-7178-2277-9, lire en ligne).
- Rapport mondial sur le développement humain 1993 : La participation des populations, New York, Programme des Nations unies pour le développement, janvier 1993, 255 p. (ISBN 0-19-508457-8, lire en ligne).
- Rapport mondial sur le développement humain 1994 : Les nouvelles dimensions de la sécurité humaine, New York, Programme des Nations unies pour le développement, janvier 1994, 239 p. (ISBN 2-7178-2662-9, lire en ligne).
- Rapport mondial sur le développement humain 1995 : Égalité des sexes et développement humain, New York, Programme des Nations unies pour le développement, janvier 1995, 251 p. (ISBN 2-7178-2864-8, lire en ligne).
- Rapport mondial sur le développement humain 1996 : La croissance économique au service du développement humain, New York, Programme des Nations unies pour le développement, janvier 1996, 251 p. (ISBN 2-7178-3097-9, lire en ligne).
- Rapport mondial sur le développement humain 1997 : Le développement humain au service de l’éradication de la pauvreté, New York, Programme des Nations unies pour le développement, janvier 1997, 268 p. (ISBN 2-7178-3385-4, lire en ligne).
- Rapport mondial sur le développement humain 1998 : La consommation au service du développement humain, New York, Programme des Nations unies pour le développement, janvier 1998, 254 p. (ISBN 2-7178-3696-9, lire en ligne).
- Rapport mondial sur le développement humain 1999 : Une mondialisation à visage humain, New York, Programme des Nations unies pour le développement, janvier 1999, 262 p. (ISBN 2-8041-3355-9, lire en ligne).
- Rapport mondial sur le développement humain 2000 : Droits de l’homme et développement humain, New York, Programme des Nations unies pour le développement, janvier 2000, 290 p. (ISBN 2-8041-3472-5, lire en ligne).
- Rapport mondial sur le développement humain 2001 : Mettre les nouvelles technologies au service du développement humain, New York, Programme des Nations unies pour le développement, janvier 2001, 264 p. (ISBN 2-8041-3727-9, lire en ligne).
- Rapport mondial sur le développement humain 2002 : Approfondir la démocratie dans un monde fragmenté, New York, Programme des Nations unies pour le développement, janvier 2002, 277 p. (ISBN 2-8041-4006-7, lire en ligne).
- Rapport mondial sur le développement humain 2003 : Les objectifs du Millénaire pour le développement : un pacte entre les pays pour vaincre la pauvreté humaine, New York, Programme des Nations unies pour le développement, janvier 2003, 367 p. (ISBN 2-7178-4700-6, lire en ligne).
- Rapport mondial sur le développement humain 2004 : La liberté culturelle dans un monde diversifié, New York, Programme des Nations unies pour le développement, janvier 2004, 285 p. (ISBN 2-7178-4869-X, lire en ligne).
- Rapport mondial sur le développement humain 2005 : La coopération internationale à la croisée des chemins : l’aide, le commerce et la sécurité dans un monde marqué par les inégalités, New York, Programme des Nations unies pour le développement, janvier 2005, 385 p. (ISBN 2-7178-5114-3, lire en ligne).
- Rapport mondial sur le développement humain 2006 : Au-delà de la pénurie : pouvoir, pauvreté et crise mondiale de l’eau, New York, Programme des Nations unies pour le développement, janvier 2006, 422 p. (ISBN 2-7178-5323-5, lire en ligne).
- Rapport mondial sur le développement humain 2007/2008 : La lutte contre le changement climatique : un impératif de solidarité humaine dans un monde divisé, New York, Programme des Nations unies pour le développement, janvier 2008, 382 p. (ISBN 978-2-7071-5356-2, lire en ligne).
- Rapport mondial sur le développement humain 2009 : Lever les barrières : mobilité et développement humains, New York, Programme des Nations unies pour le développement, janvier 2009, 237 p. (ISBN 978-2-7071-5879-6, lire en ligne).
- Rapport sur le développement humain 2010 : La vraie richesse des nations : les chemins du développement humain, New York, Programme des Nations unies pour le développement, janvier 2010, 254 p. (ISBN 978-92-1-226034-1, lire en ligne).
- Rapport sur le développement humain 2011 : Durabilité et équité : un meilleur avenir pour tous, New York, Programme des Nations unies pour le développement, janvier 2011, 195 p. (ISBN 978-92-1-226037-2, lire en ligne).
- Rapport sur le développement humain 2013 : L’essor du Sud : le progrès humain dans un monde diversifié, New York, Programme des Nations unies pour le développement, janvier 2013, 176 p. (ISBN 978-92-1-126340-4, lire en ligne).
- Rapport sur le développement humain 2014 : Pérenniser le progrès humain : réduire les vulnérabilités et renforcer la résilience, New York, Programme des Nations unies pour le développement, janvier 2014, 245 p. (ISBN 978-92-1-226045-7, lire en ligne).
- Rapport sur le développement humain 2015 : Le travail au service du développement humain, New York, Programme des Nations unies pour le développement, janvier 2015, 276 p. (ISBN 978-92-1-226046-4, lire en ligne).
- Rapport sur le développement humain 2016 : Le développement humain pour tous, New York, Programme des Nations unies pour le développement, janvier 2016, 296 p. (ISBN 978-92-1-226048-8, lire en ligne).
- Indices et indicateurs de développement humain : Mise à jour statistique 2018, New York, Programme des Nations unies pour le développement, janvier 2018, 112 p. (lire en ligne).
- Rapport sur le développement humain 2019 : Au-delà des revenus, des moyennes et du temps présent : les inégalités de développement humain au XXIe siècle, New York, Programme des Nations unies pour le développement, décembre 2019, 392 p. (ISBN 978-92-1-126440-1, lire en ligne).
- Rapport sur le développement humain 2020 : La prochaine frontière : Le développement humain et l’Anthropocène, New York, Programme des Nations unies pour le développement, décembre 2020, 445 p. (ISBN 978-92-1-126443-2, lire en ligne).
- Rapport sur le développement humain 2021/2022 : Temps incertains, vies bouleversées : façonner notre avenir dans un monde en mutation, New York, Programme des Nations unies pour le développement, septembre 2022, 337 p. (ISBN 978-92-1-126452-4, lire en ligne).